# Lipska Wola
Lipska Wola [ˈlipska ˈvɔla] es un pueblo ubicado en el distrito administrativo de Gmina Głowaczów, dentro del Condado de Kozienice, Voivodato de Mazovia, en el este de Polonia central. Se encuentra aproximadamente a 5 kilómetros al oeste de Głowaczów, a 23 kilómetros al oeste de Kozienice, y a 67 kilómetros al sur de Varsovia.